# Малък Семендрик
Малък Семендрик (срещат се и формите Севендрик, Сивиндрик, гръцки: Μικρόκαμπος, Микрокамбос, до 1927 година Μικρό Σιβιντρίκ, Микро Сивиндрик) е село в Гърция, дем Просечен.

## География
Селото е разположено на 90 m надморска височина в Драмското поле, източно от град Сяр (Серес) и югозападно от Драма.

## История

### Етимология
Според Йордан Н. Иванов името Семендрик е турски изговор на името Самотраки.

### В Османската империя
В началото на XX век Малък Семендрик е чифлик в Драмска каза на Османската империя. Според статистиката на Васил Кънчов („Македония. Етнография и статистика“) в 1900 година Сивендрикъ (Селенджикъ) има 90 жители, от които 40 българи и 50 цигани.

### В Гърция
През Балканската война селото е освободено от части на българската армия, но остава в Гърция след Междусъюзническата война в 1913 година. През 1916-1918 година е под българско управление. В 1923 година в селото са заселени гърци бежанци. В 1927 година името на селото е променено на Микрокамбос. Според преброяването от 1928 година Малък Семендрик е изцяло бежанско село със 76 бежански семейства с 280 души.
Населението се занимава с отглеждане на тютюн, жито, фуражи и други земеделски култури, както и с краварство.
| Година    | 1913 | 1920 | 1928 | 1940 | 1951 | 1961 | 1971 | 1981 | 1991 | 2001 | 2011 | 2021 |
| --------- | ---- | ---- | ---- | ---- | ---- | ---- | ---- | ---- | ---- | ---- | ---- | ---- |
| Население |      |      | 285  | 472  | 540  | 507  | 409  | 340  | 336  | 340  | 242  | 176  |